# Albert Azzo II d’Este

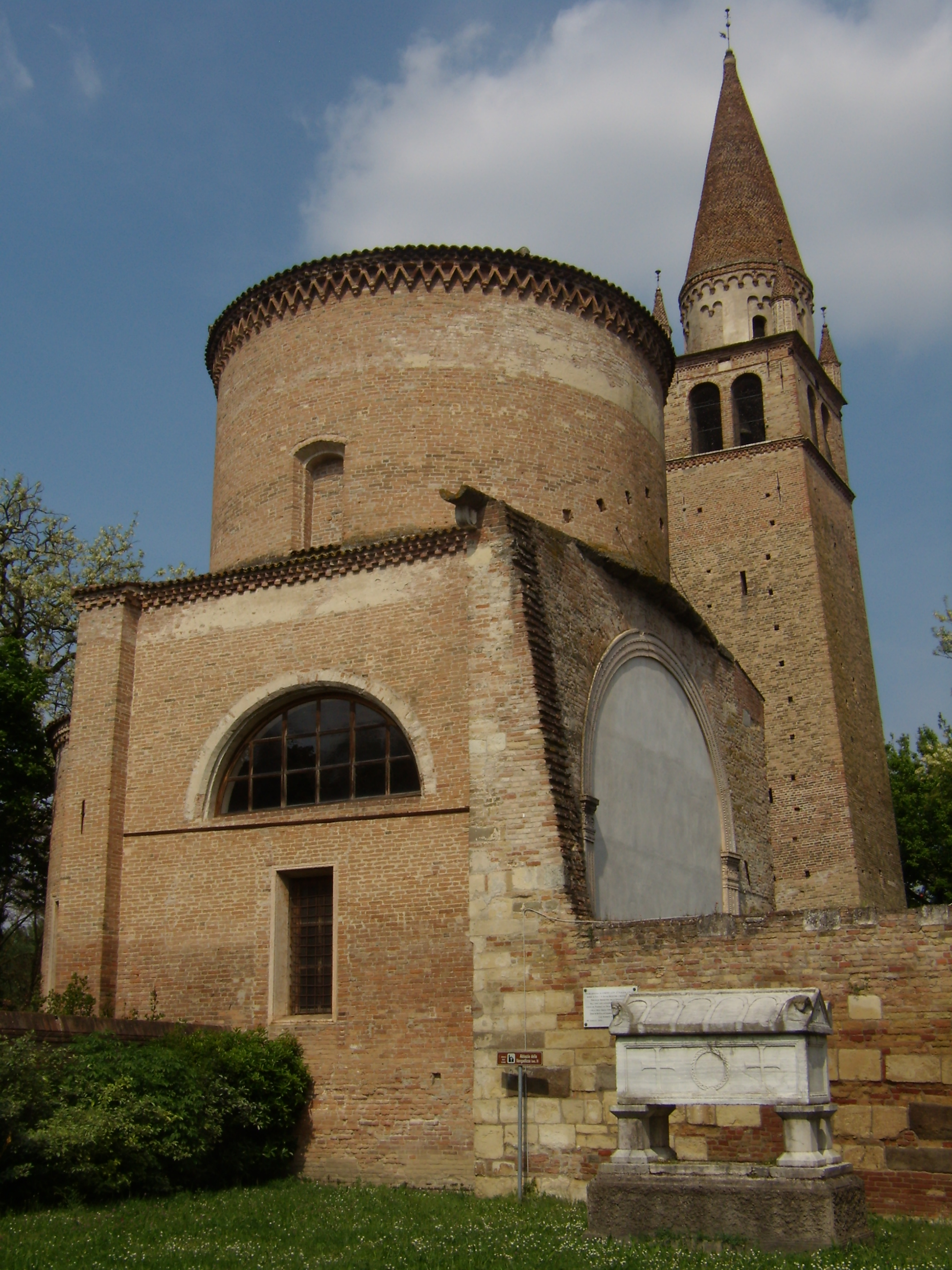
Grób Alberta Azza II w opactwie Vangadizza w Badia Polesine

Albert Azzo II d’Este (ok. 996 – po 13 kwietnia 1097) – książę Luni, pierwszy znany właściciel zamku Este, protoplasta rodu Este i Welfów młodszych.
Albert Azzo II był synem Alberta Azza I, księcia Luni (Liguria). Po ojcu objął Luni. Saxo Gramatyk wymienia wśród jego posiadłości zamki „Clun” (być może Luni) i „Estin” (Este). Z dokumentu datowanego na 26 września 1075 roku wynika, że Alberto Azzo II przekazał posiadłości in comitatu Patavensis opactwu Santa Maria in Vangadizza. Kronika Bertholda podaje pod rokiem 1097 informację o śmierci księcia Azo, ojca Welfa, księcia Bawarii. Ponieważ kolejna donacja na rzecz opactwa dokonana przez Alberta Azza i jego syna Fulka pochodzi z 13 kwietnia 1097 roku, przyjmuje się, że Albert Azzo II zmarł po 13 kwietnia. Został pochowany w opactwie Santa Maria in Vangadizza (Badia Polesine).
Albert Azzo II był dwukrotnie żonaty. Po raz pierwszy poślubił ok. 1035 roku Kunegundę von Altdorf córkę Welfa II, hrabiego Altdorf i Irmtrudy z Moselgau. Miał z nią syna Welfa IV urodzonego ok. 1030/1040, który w 1070 roku otrzymał z rąk cesarza rzymskiego Henryka IV we władanie księstwo Bawarii i zapoczątkował młodszą linię Welfów.
Około 1049/1051 Albert Azzo II poślubił Gersendę du Maine córkę Herberta Euigilans Canis, hrabiego Maine. Ze związku tego przyszło na świat dwóch synów:
- Hugon (zm. 1131) – od 1070 roku hrabiego Maine, który ze swą żoną Erią z Apulii, córką Roberta Guiscarda miał synów:
  - Azza (zm. 1142)
  - i Tankreda (zm. po 27 lutego 1145)

- Fulko – pierwszego markiza Este[1].